# 249519 Whitneyclavin
249519 Whitneyclavin è un asteroide della fascia principale. Scoperto nel 2010, presenta un'orbita caratterizzata da un semiasse maggiore pari a 2,6803353 UA e da un'eccentricità di 0,0886565, inclinata di 7,22937° rispetto all'eclittica.
L'asteroide è dedicato a Whitney Clavin, curatrice delle comunicazioni divulgative di alcune missioni NASA.